# Negozio senza cassa

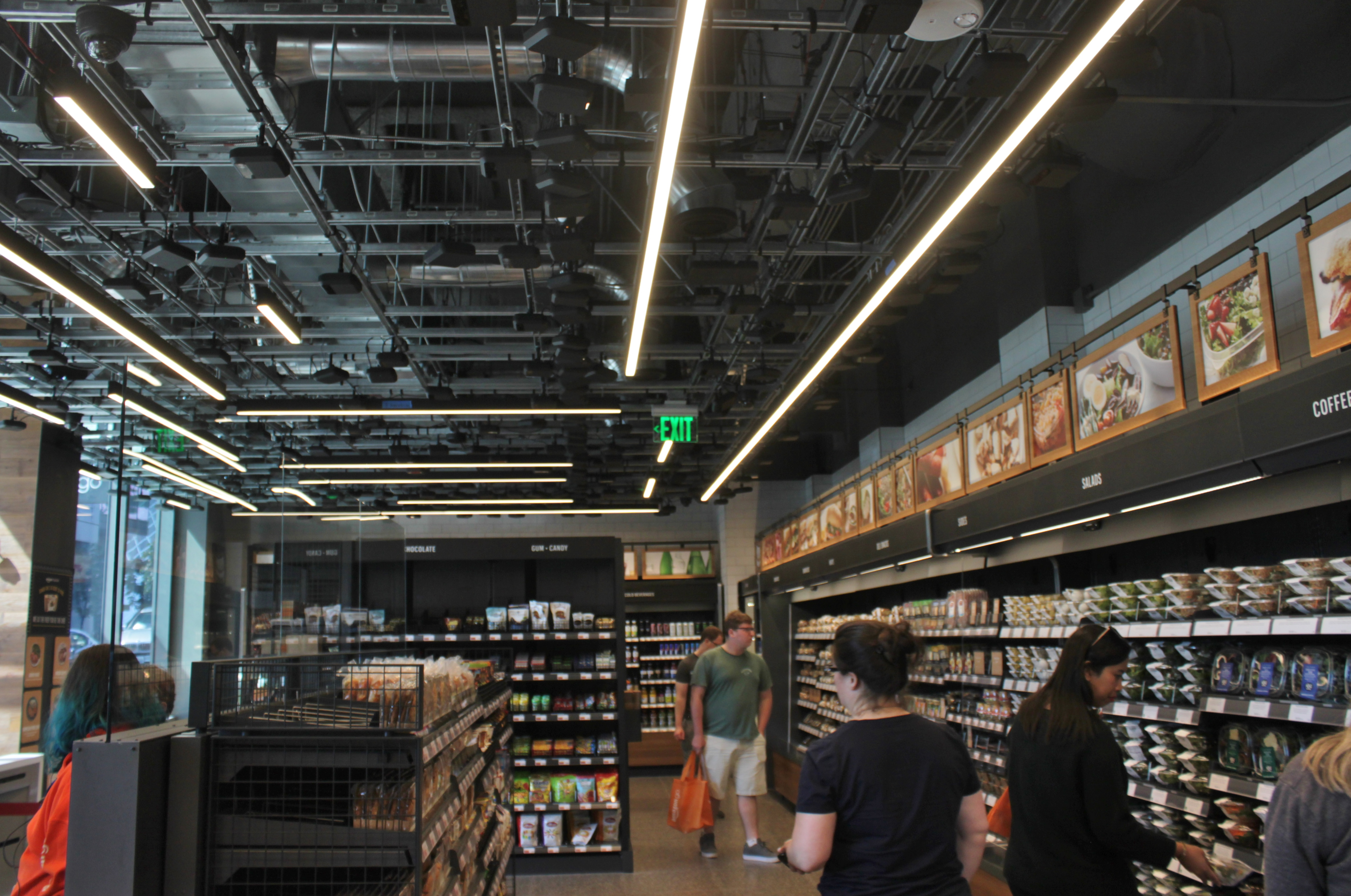
Varie telecamere e sensori utilizzati nel soffitto di un negozio Amazon Go.

Un negozio senza cassa (detto anche negozio senza cassiere, negozio senza checkout o negozio "just walk out") è un negozio che consente ai clienti di fare acquisti e andarsene senza dover attendere in fila e pagare alla cassa. Ci sono quattro fasi durante l'acquisto da un negozio senza cassa: la fase prima dell'acquisto, la fase di check-in, la fase di selezione dei prodotti e la fase di check-out. Ogni negozio senza cassa utilizza diverse combinazioni di tecnologia in queste fasi. Tuttavia, in generale, i negozi senza cassa utilizzano la fusione di sensori e l'apprendimento profondo per la visione artificiale al fine di monitorare clienti e prodotti. Attualmente, negozi senza cassa esistono negli Stati Uniti, in Asia, in Europa, in Medio Oriente e in Africa.

## Processo
Il processo di acquisto in un negozio senza cassa può essere suddiviso in quattro fasi: la fase prima dell'acquisto, la fase di check-in, la fase di selezione dei prodotti e la fase di check-out. Nella fase prima dell'acquisto, potrebbe essere necessario scaricare un'app. Nella fase di check-in, potrebbe essere necessario scannerizzare un codice a barre dall'app del negozio per entrare nel negozio. Nella fase di selezione dei prodotti, generalmente i prodotti possono essere scelti senza compiere azioni precedenti, ma alcuni negozi richiedono ai clienti di scannerizzare un codice a barre sul prodotto o toccare uno schermo per selezionare i prodotti. Nella fase di check-out, i negozi utilizzano la fusione di sensori e l'apprendimento profondo per la visione artificiale, consentendo ai clienti di uscire con i loro prodotti senza dover attendere in fila alla cassa.

## Tecnologia

### Sensor fusion
In negozi senza cassa, la maggior parte dei sistemi contrassegna ciascun cliente con caratteristiche distintive e utilizza telecamere e sensori di pressione insieme per tenere traccia di dove ogni cliente si sposta e preleva dai ripiani. La sensor fusion raccoglie informazioni da diversi sensori e le compila per creare una rappresentazione accurata di ciò che sta accadendo e delle posizioni relative degli oggetti in un'area in un momento specifico. La sensor fusion è spesso più precisa rispetto ai singoli sensori, poiché le misurazioni separate possono essere utilizzate per verificare e ridurre il margine di errore.

### Deep learning per la visione artificiale
Il "deep learning" per la visione artificiale è utilizzato nei negozi senza cassa per tracciare clienti e prodotti. La visione artificiale è la capacità del computer di interpretare immagini e feed video della vita reale. La visione artificiale utilizza il "deep learning" per effettuare interpretazioni del mondo reale. Il "deep learning" consente ai computer di apprendere da grandi quantità di dati in modo simile al funzionamento del cervello umano. Nel contesto dei negozi senza cassa, il "deep learning" per la visione artificiale traccia clienti e prodotti utilizzando la rilevazione di oggetti, il tracciamento multitarget e l'estimazione della postura.
- Rilevazione di oggetti: Questo processo identifica gli oggetti all'interno di un'immagine. La rilevazione di oggetti è utile per identificare istanze in cui un cliente prende e ripone un oggetto, o per identificare i prodotti su ogni scaffale.
- Tracciamento multitarget: Consente di approssimare la posizione di una persona in movimento in fotogrammi consecutivi. Questo permette ai negozi di monitorare ogni cliente e le loro azioni, come quali prodotti prendono e ripongono, e quando entrano ed escono dal negozio.
- Stima della postura: Questo processo utilizza un'immagine per tracciare una persona utilizzando le posizioni delle loro parti del corpo, come testa, mani e polsi. Simile al tracciamento multitarget, la stima della postura consente ai negozi di tenere traccia dei clienti fornendo informazioni al computer su quale cliente ha interagito con il negozio, ad esempio quando prendono un prodotto.

## Paesi

### Stati Uniti
Nel 2016, Amazon annunciò l'apertura del suo primo negozio senza cassa, Amazon Go, che aprì nel 2018. Per fare acquisti, ai clienti veniva richiesto di avere l'app di Amazon (precedentemente un'app specifica per Amazon Go) in modo che potessero essere addebitati successivamente per i loro acquisti attraverso i loro account. Amazon introdusse la sua tecnologia senza cassa in due negozi Whole Foods situati a Washington, D.C. e Sherman Oaks, California nel 2022. Nel gennaio 2021, la Hudson Group, un rivenditore di viaggi, annunciò che avrebbe implementato la tecnologia Just Walk Out di Amazon in alcuni negozi di convenienza degli aeroporti, marchiati come Hudson Nonstop. Nel giugno 2021, il primo negozio completamente automatizzato e senza cassa di San Diego, Valet Market, fu aperto al pubblico. Valet Market è alimentato dalla società tecnologica Accel Robotics che utilizza una piattaforma avanzata di intelligenza artificiale basata sull'apprendimento automatico che ottimizza l'efficienza nei mercati locali. Ci sono tre modi per fare acquisti presso Valet Store: Hub Store, Satellite Store e Last Step Delivery. Negozi senza cassa sono stati anche aperti in arene sportive ed eventi. Nel marzo 2021, Delaware North aprì due negozi di convenienza senza cassa MRKT al TD Garden di Boston (aperti solo durante gli eventi in arena). Con l'apertura della Climate Pledge Arena di Seattle nell'ottobre 2021, quattro negozi furono dotati della tecnologia senza cassa di Amazon. Nel aprile 2022, il Minute Maid Park di Houston, Texas, divenne il primo stadio di baseball della Major League a incorporare negozi senza cassa, installando la tecnologia di Amazon in due dei suoi chioschi. Il Polar Park, una lega minore a Worcester, Massachusetts, lanciò una tecnologia simile da parte della startup Standard AI nell'aprile 2022.

### Asia
Il Giappone ha introdotto lo shopping senza cassa nel proprio paese implementando la tecnologia di pagamento automatico scalabile della start-up neozelandese Imagr. Tuttavia, la tecnologia di Imagr in Giappone non è completamente senza cassa. I clienti devono recarsi presso un operatore di cassa per soddisfare le abitudini di acquisto dei clienti giapponesi, che preferiscono pagare in contanti e interagire con un cassiere. Negozi senza cassa possono essere trovati anche in una stazione della metropolitana a Tokyo. Inoltre, altre catene di negozi di convenienza stanno implementando i loro negozi senza cassa. Negozi come 7-Eleven e Lawson stanno lavorando per creare negozi senza cassa.
In Singapore, the first cashierless convenience store named Cheers launched in 2017, where it saves 180 man hours per week through their autonomous format. Cheers is the first convenience store that allows customers to pay with Nets by QR code.

### Europa
Nel 2019, Sainsbury's ha aperto il primo negozio senza cassa nel Regno Unito. Tuttavia, è stato chiuso pochi mesi dopo a causa dell'insoddisfazione dei clienti per la mancanza di opzioni di pagamento aggiuntive. A settembre 2021, Aldi UK ha annunciato il suo primo negozio senza cassa a Greenwich. In ottobre 2021, Tesco ha introdotto il suo negozio senza cassa chiamato GetGo a Londra, seguendo una piccola sperimentazione di un negozio simile presso la sede centrale di Tesco a Welwyn Garden City.
Nel 2020, un'azienda finlandese chiamata Korttelikauppa ha aperto un negozio senza cassa a Helsinki, seguito da altri sei negozi nel 2021 a Helsinki, Espoo e Vantaa. Sempre nel 2021, un'altra catena di negozi di convenienza finlandese, R-kioski, ha aperto un negozio senza cassa chiamato R-kioski Go! a Helsinki.
Nei Paesi Bassi, Aldi Nord ha aperto il primo negozio senza cassa a Utrecht come prova pilota di 12 mesi nel 2022.

### Medio Oriente
A settembre 2021, il conglomerato francese Carrefour ha aperto il primo negozio senza cassa in Medio Oriente chiamato Carrefour City+, situato nel Mall of the Emirates a Dubai.
Nel 2019, Israele ha aperto il suo primo negozio senza cassa chiamato Nowpet, una pet shop senza cassa, che utilizza la tecnologia sviluppata dalla startup Cyb-Org. La tecnologia di rilevamento di Cyb-Org si differenzia dall'implementazione della visione artificiale di Amazon Go rilevando il peso dello scaffale ogni volta che i clienti prendono i prodotti. Cyb-Org ha anche collaborato con Rami Levy, una catena di negozi di alimentari molto popolare in Israele, per implementare la tecnologia senza cassa di scansione delle impronte digitali come metodo di acquisto, il quale costa molto meno rispetto al meccanismo di pagamento di Amazon Go sui suoi carrelli della spesa.

### Africa
Il primo negozio di alimentari senza cassa del Sudafrica, Checkers, è attualmente in fase di test di un negozio senza casse, utilizzando la tecnologia di Shoprite Holdings.